# Casa al carrer Santa Marina, 27 (Valls)
La Casa al carrer Santa Marina, 27 és una obra de Valls (Alt Camp) protegida com a Bé Cultural d'Interès Local.

## Descripció
Casa al carrer Santa Marina, situada entre mitgeres. Té quatre altures, planta baixa i tres pisos. Presenta restes de pintura en tota la façana, i destaquen els dos portals d'arcs rebaixats, adovellats, amb la dovella clau ressaltada en forma de mènsula que suporta la balconada correguda superior.